# (8451) Гайдай
(8451) Гайдай (лат. Gaidai) — типичный астероид главного пояса, открыт 11 сентября 1977 года советским астрономом Николаем Черных в Крымской астрофизической обсерватории и 24 января 2000 года назван в честь советского и российского кинорежиссёра Леонида Гайдая.

## Обнаружение и именование
(8451) Гайдай
Открыт 11 сентября 1977 года в Крымской астрофизической обсерватории Н. С. Черных.
Леонид Иович Гайдай (1923—1993) — выдающийся советский кинопродюсёр, народный артист СССР. Снял несколько комедий, которые были популярны в России и других странах.
Оригинальный текст (англ.)8451 Gaidai
Discovered 1977 Sept. 11 by N. S. Chernykh at the Crimean Astrophysical Observatory.
Leonid Iovich Gaidai (1923—1993) was a prominent Soviet film producer and Peoples' Artist of the U.S.S.R. He directed several comedies that were popular in Russia and other countries.
Источники: 20000124/MPCPages.arc; M.P.C. 38198.

## Орбита

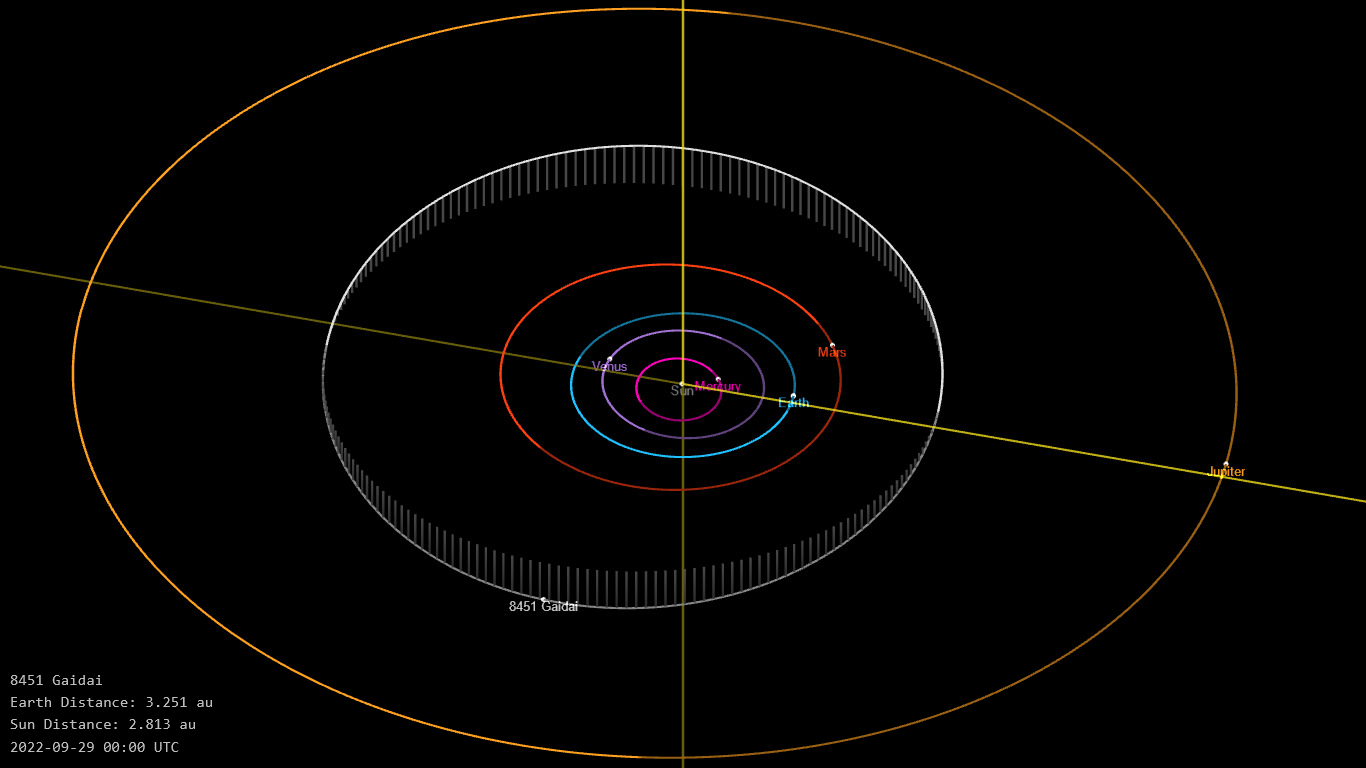
Орбита астероида Гайдай и его положение в Солнечной системе

## Физические характеристики
Астероид относится к таксономическому классу C.
По результатам наблюдений системы телескопов панорамного обзора и быстрого реагирования Pan-STARRS и наблюдений системы последнего оповещения о столкновении астероида с Землей Asteroid Terrestrial-impact Last Alert System абсолютная звёздная величина астероида сначала оценивалась равной 13,36±0,36m, позже — 14,13±0,188m и 13,51±0,132m.